# حمام وحوض میرزای فورگ
حمام وحوض میرزای فورگ مربوط به دوره افشار - دوره قاجار است و در شهرستان درمیان، روستای فورگ واقع شده و این اثر در تاریخ ۱۲ تیر ۱۳۸۴ با شمارهٔ ثبت ۱۲۰۸۴ به‌عنوان یکی از آثار ملی ایران به ثبت رسیده است.